# DJ Dag
DJ Dag (właściwie Dag Lerner, ur. w 1960 w Mörfelden-Walldorf, Niemcy) – niemiecki DJ, producent muzyczny, muzyk trance.

## Dyskografia
Albumy studyjne
- DJ Dag & Non Eric Present Crazy Malamute "The Collection" (1999)

Kompilacje
- Logic Trance 3 (1998)